# Тяжёлая атлетика

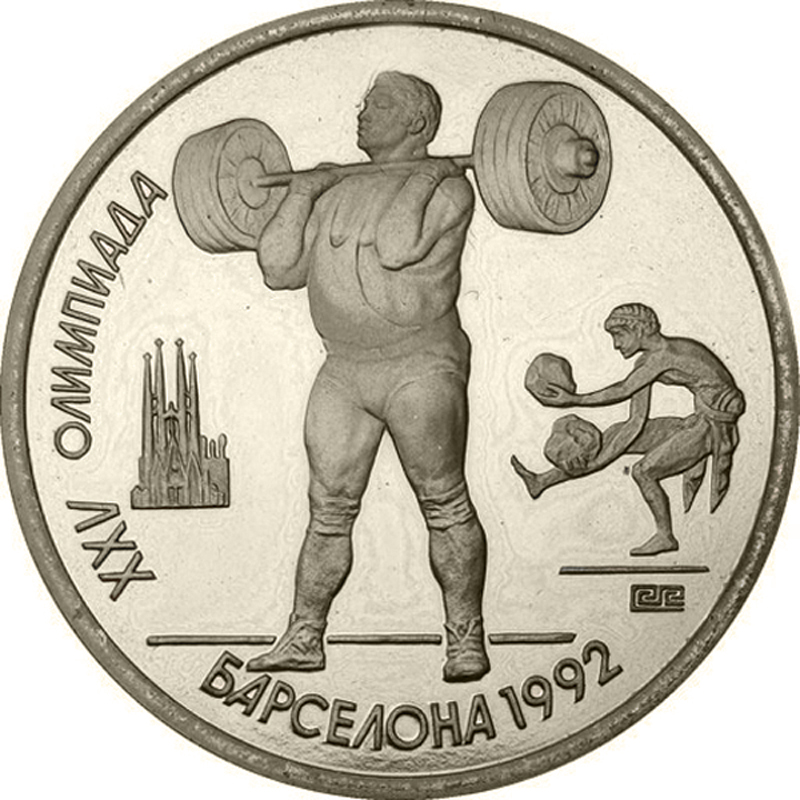

Тяжёлая атле́тика — олимпийский вид спорта, в основе которого лежит выполнение упражнений по поднятию штанги над головой и от пола. Соревнования по тяжёлой атлетике на сегодняшний день включают в себя два упражнения: рывок и толчок.
Тяжелоатлеты имеют три попытки в каждом упражнении. Объединённое общее двух наиболее успешных попыток определяет общий результат в весовой категории. Весовые категории у мужчин и женщин — разные. Тяжелоатлет, у которого не получилось успешно выполнить хотя бы один рывок и один толчок проигрывает и выбывает из соревнования. Некогда в программе состязаний было третье упражнение — жим, однако из-за сложности оценки он был исключён из соревнований.

## История
Соревнования по поднятию тяжестей встречаются в культуре народов с древних времён. Наиболее ранние упоминания подобных состязаний относятся к Древнему Египту, Древнему Китаю и Древней Греции.
Силачи давали представления на ярмарках. Они поднимали тяжелые камни, экипажи с грузом, людей, лошадей, быков, мулов; сгибали монеты, ломали деревянные балки. В XVIII и XIX веках цирковые силачи выступали в балаганах, а с 1880-х годов стали переходить в возникшие постоянные цирки.
В современном виде этот спорт оформился в середине XIX века. Первые официальные соревнования начались в 1860-е годы в США, затем в 1870-е стали проводиться в Европе. Первый международный чемпионат прошёл в 1891 году в Великобритании, а официальный чемпионат мира состоялся в 1898 году в Вене. Всемирный тяжелоатлетический союз был образован в 1912 году. В это же время были стандартизированы правила соревнований.
В программе Олимпийских игр — с 1896 года (кроме 1900, 1908, 1912). Программа соревнований и весовые категории спортсменов постоянно менялись. До создания международной федерации тяжелоатлетов атлеты соревновались в жиме и толчке двумя руками, иногда — в рывке и толчке одной рукой;
- с 1920 — в троеборье (рывок и толчок одной рукой, толчок двумя руками),
- с 1924 — в пятиборье (рывок и толчок одной рукой, жим, рывок и толчок двумя руками),
- с 1928 по 1972 — в троеборье (жим, рывок и толчок двумя руками),
- с 1973 — двоеборье (рывок и толчок двумя руками).

## Упражнения
Рывок — упражнение, в котором спортсмен осуществляет подъём штанги над головой одним слитным движением прямо с помоста на полностью выпрямленные руки, одновременно подседая под неё, — это «низкий сед» (или «разножка Попова»). Затем, удерживая штангу над головой, спортсмен поднимается, полностью выпрямляя ноги.
Толчок — упражнение, состоящее из двух раздельных движений. Во время взятия штанги на грудь спортсмен отрывает её от помоста и поднимает на грудь, одновременно подседая («низкий сед» или «разножка Попова»), а потом поднимается. Затем он полуприседает и резким движением посылает штангу вверх на прямые руки, одновременно подседая под неё, разбрасывая ноги чуть в стороны (швунг) или вперед-назад («ножницы»). После фиксирования положения штанги над головой спортсмен выпрямляет ноги, ставя стопы на одном уровне (параллельно), удерживая штангу над головой.
Жим двумя руками — упражнение, заключающееся во взятии с помоста штанги на грудь (аналогично первому движению в упражнении «толчок») и выжимании её над головой за счёт одних лишь мышц рук. Это упражнение было исключено из программы соревнований в 1972 году в связи с тем, что многие атлеты начали делать вместо него жимовой «толчок» — толкание штанги грудью и всем телом при помощи мышц ног (использование подседа). В результате мышцы рук почти не участвовали в этой работе. При этом разницу между «честным жимом» и таким «трюком» судьям заметить было очень сложно. В итоге атлеты, которые по-прежнему делали «честный жим», оказались в невыгодном положении. Кроме того, жим оказался очень травмоопасным, многие получили травму пояснично-крестцового отдела позвоночника. Исходя из всего этого, жим был исключён из программы соревнований, но по-прежнему является эффективным силовым упражнением и до сих пор используется в тренировках штангистов.

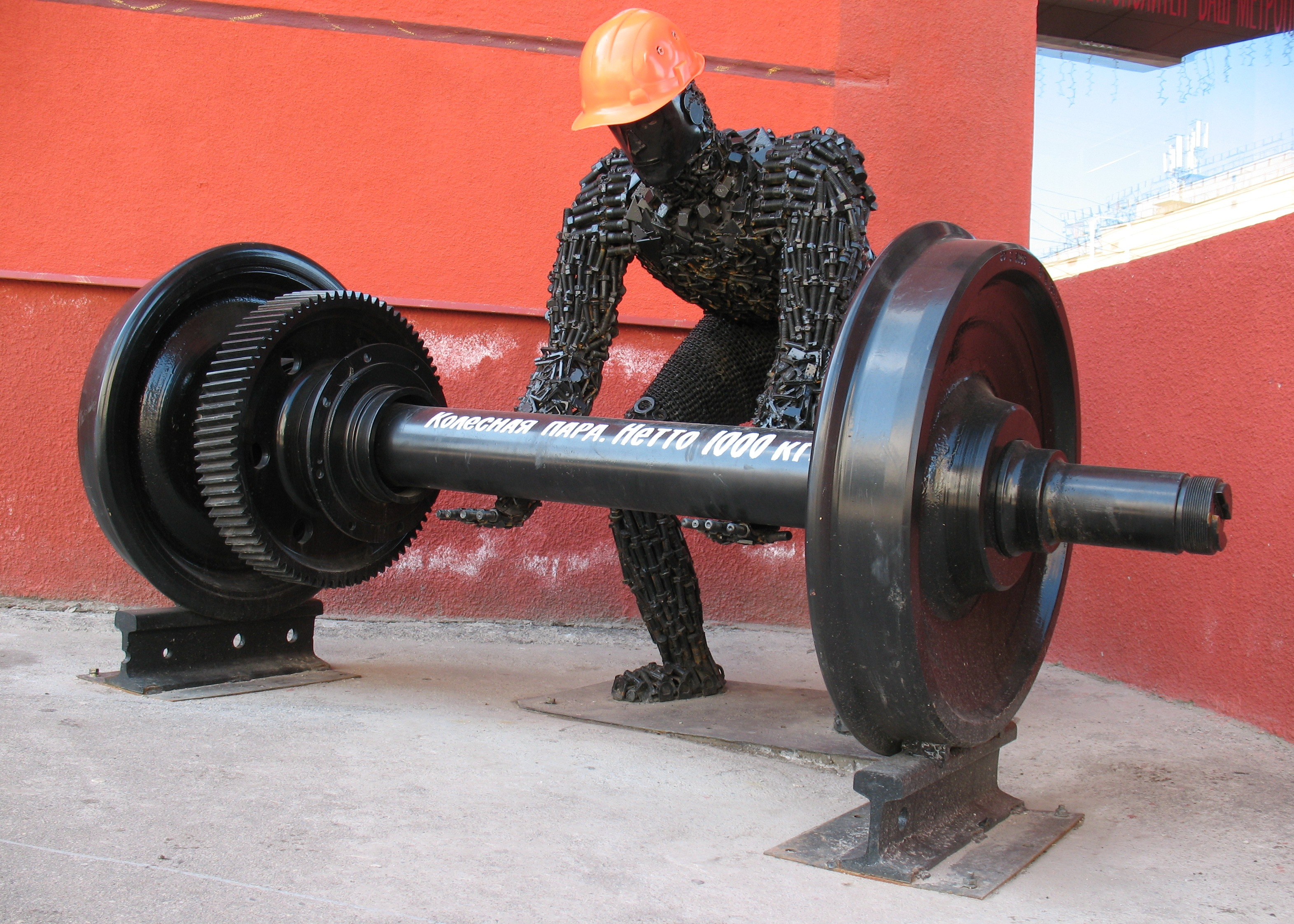
«Штангист» харьковского метрополитена

## Проведение соревнований
Тяжёлая атлетика — соревнование, когда каждый атлет имеет три попытки в рывке и три попытки в толчке. Самый тяжёлый вес поднятой штанги в каждом упражнении суммируется в общем зачёте. Как правило, соревнования проводятся с определением победителей и призёров в каждой весовой категории, исходя из веса тела спортсменов-участников. Иногда соревнования спортсменов разных весовых категорий проводятся в общем потоке, а победитель и призёры определяются не по абсолютной максимальной сумме поднятых килограммов, а подсчётом очков по специальным уравнивающим формулам (Синклера, Стародубцева, Райдена). Соревнования по тяжёлой атлетике судят три арбитра, и их решения становятся официальными по принципу большинства.
В отличие от других силовых видов спорта, в тяжёлой атлетике важны не только силовые показатели, но и гибкость, скорость и координация, в связи с технической сложностью двух основных тяжелоатлетических упражнений (рывка и толчка). Научные исследования (тесты), проводимые на известном атлете прошлого века Юрии Власове показали, что его скоростные и другие качества лучше, чем у многих тяжелоатлетов.

## Весовые категории
Взвешивание проводится, как правило, за 1—2 часа до соревнования с использованием калиброванных весов. На апрель 2019 года в тяжёлой атлетике установлены следующие весовые категории:
| Мужчины | до 55 кг | до 61 кг | до 67 кг | до 73 кг | до 81 кг | до 89 кг | до 96 кг | до 102 кг | до 109 кг | свыше 109 кг |
| Женщины | до 45 кг | до 49 кг | до 55 кг | до 59 кг | до 64 кг | до 71 кг | до 76 кг | до 81 кг  | до 87 кг  | свыше 87 кг  |

### Исторические весовые категории
Мужчины:
| Годы                         | 1905-1913   | 1913-1946     | 1947-1950     | 1951-1968   | 1969-1976    | 1977-1992    | 1993-1997    | 1998-2018    |
| ---------------------------- | ----------- | ------------- | ------------- | ----------- | ------------ | ------------ | ------------ | ------------ |
| Наилегчайший вес             | —           | —             | —             | —           | до 52 кг     | до 52 кг     | до 54 кг     | —            |
| Легчайший вес                | —           | —             | до 56 кг      | до 56 кг    | до 56 кг     | до 56 кг     | до 59 кг     | до 56 кг     |
| Полулёгкий вес               | —           | до 60 кг      | до 60 кг      | до 60 кг    | до 60 кг     | до 60 кг     | до 64 кг     | до 62 кг     |
| Лёгкий вес                   | до 70 кг    | до 67,5 кг    | до 67,5 кг    | до 67,5 кг  | до 67,5 кг   | до 67,5 кг   | до 70 кг     | до 69 кг     |
| Полусредний вес              | до 80 кг    | до 75 кг      | до 75 кг      | до 75 кг    | до 75 кг     | до 75 кг     | до 76 кг     | до 77 кг     |
| Средний вес                  | —           | до 82,5 кг    | до 82,5 кг    | до 82,5 кг  | до 82,5 кг   | до 82,5 кг   | до 83 кг     | до 85 кг     |
| Полутяжёлый вес              | —           | —             | —             | до 90 кг    | до 90 кг     | до 90 кг     | до 91 кг     | до 94 кг     |
| Тяжёлый (Первый тяжёлый) вес | свыше 80 кг | свыше 82,5 кг | свыше 82,5 кг | свыше 90 кг | до 110 кг    | до 100 кг    | до 99 кг     | до 105 кг    |
| Второй тяжёлый вес           | —           | —             | —             | —           | —            | до 110 кг    | до 108 кг    | —            |
| Супертяжёлый вес             | —           | —             | —             | —           | свыше 110 кг | свыше 110 кг | свыше 108 кг | свыше 105 кг |

## В филателии

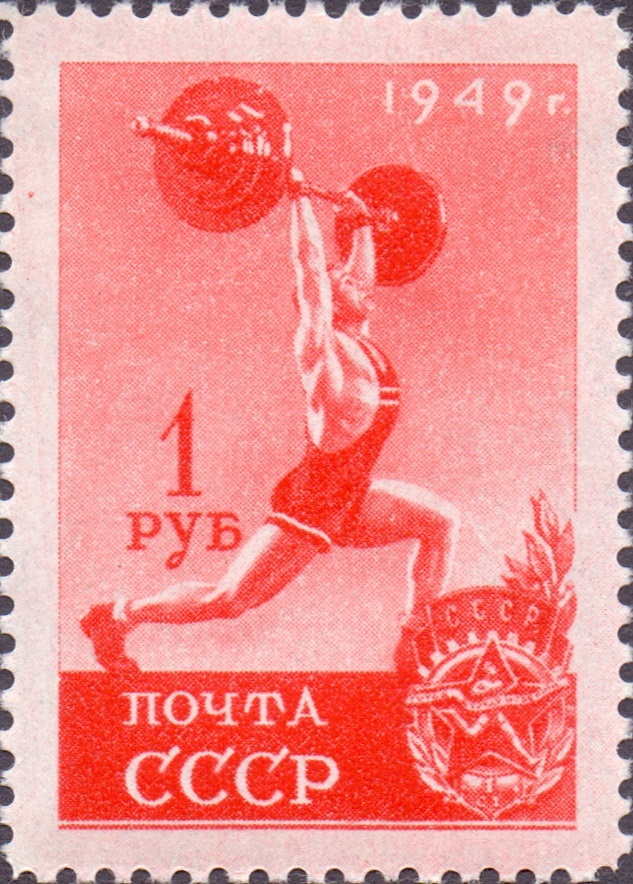
Почтовая марка, 1949 год
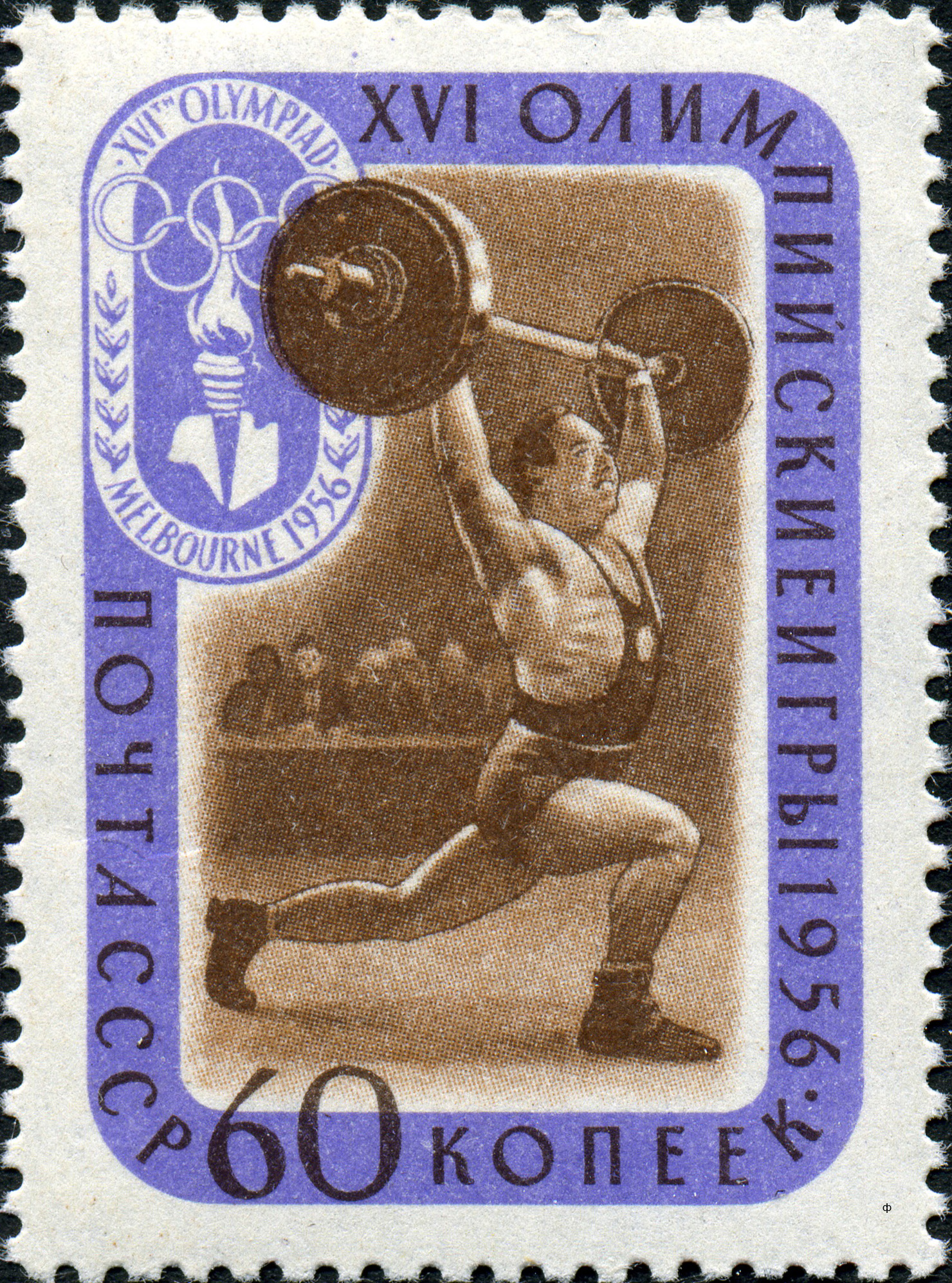
Почтовая марка, 1957 год. XVI летние Олимпийские игры
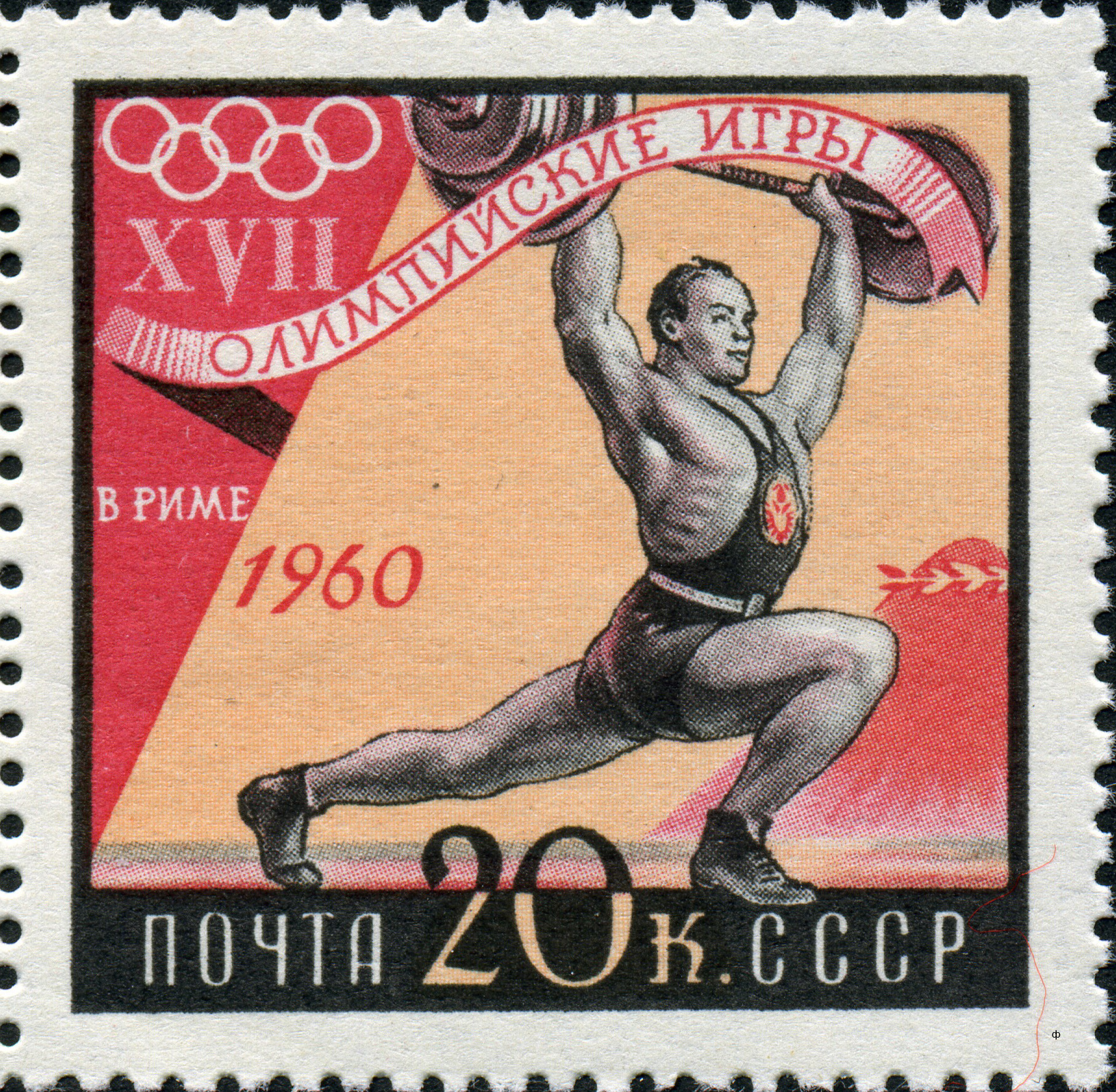
Почтовая марка, 1960 год. XVII летние Олимпийские игры
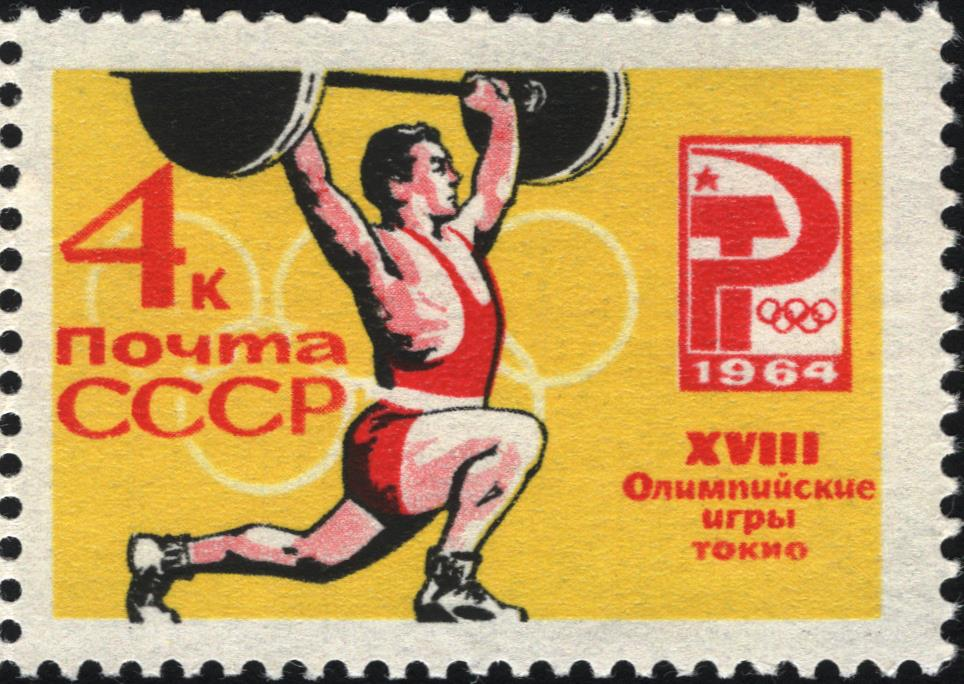
Почтовая марка, 1964 год. XVIII летние Олимпийские игры
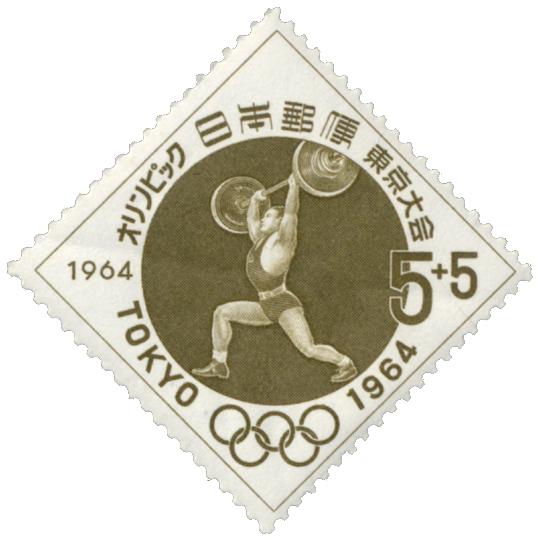
Почтовая марка, 1964 год. XVIII летние Олимпийские игры
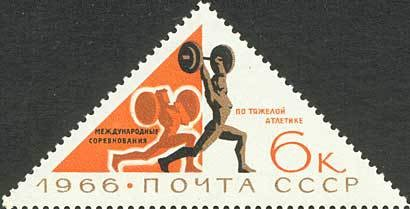
Почтовая марка СССР, 1966 год
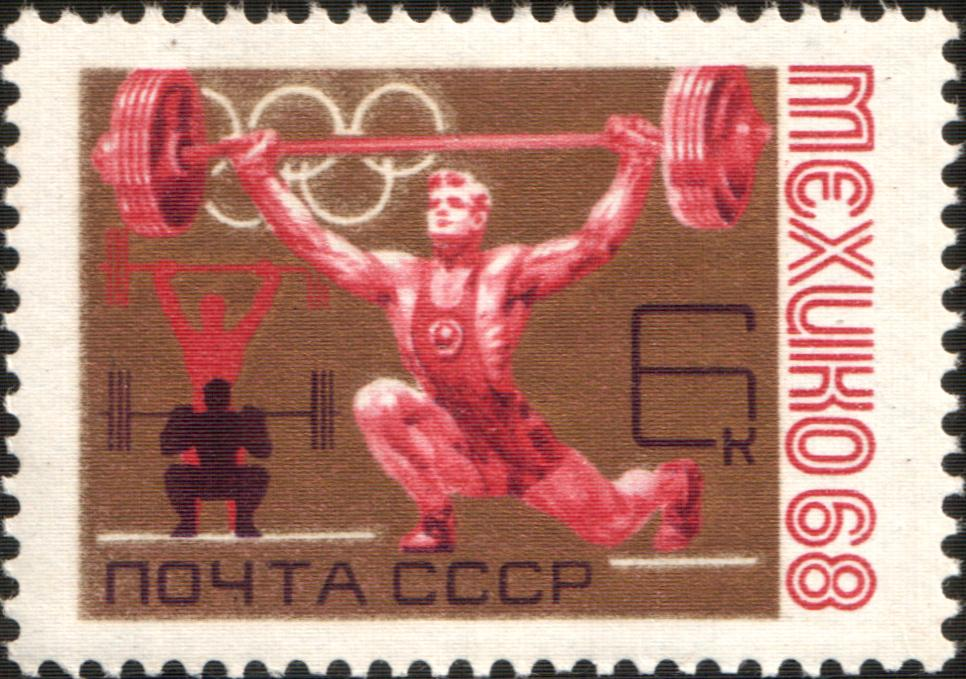
Летние Олимпийские игры 1968. Почтовая марка СССР, 1968 год.